# Leonard Mociulschi
Leonard Mociulschi (Simincea, 27 de março de 1889 — Braşov, 15 de abril de 1979) foi um major-general romeno na Segunda Guerra Mundial.

## Carreira militar
Mociulschi iniciou sua carreira militar em 1910 na Escola de Oficiais de Infantaria, onde se formou em 1912, com o posto de segundo-tenente (sublocoton).
Participou na Segunda Guerra Balcânica (1913) e em 1916, no início da campanha romena da Primeira Guerra Mundial, comandou a 10ª Companhia do 29º Regimento de Infantaria (Dorohoi), com o posto de tenente. Por seu valor durante as batalhas de Oituz e Soveja foi condecorado pelo rei Fernando e pelo general Berthelot, comandante da missão militar francesa na Romênia, e promovido ao posto de capitão.
Após o fim da guerra, Mociulschi foi promovido a major e em 1932 recebeu o comando de um batalhão de montanha em Sighetu Marmației, com o posto de tenente-coronel. Em 1937 Mociulschi foi promovido ao posto de coronel. Durante a Segunda Guerra Mundial lutou na Frente Oriental contra a União Soviética e foi promovido a Brigadeiro General em 1942 e a Major General em 1944.

## O massacre de Ginta

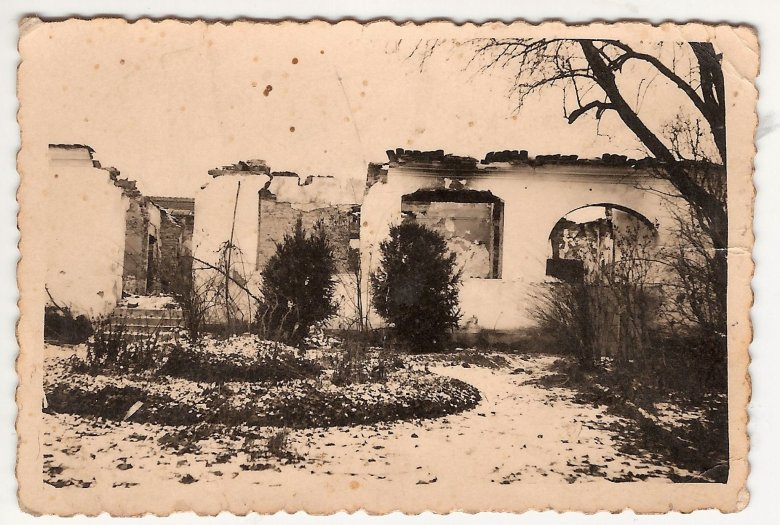
Uma foto tirada de Ginta no dia seguinte ao massacre.

Leonard Mociulschi era o comandante das tropas romenas (6º e 11º batalhões Vânători de munte ) que entraram na aldeia de Ginta (húngaro: Gyanta) em 24 de setembro de 1944. A maioria dos habitantes da aldeia de Ginta eram húngaros (86% dos 358 habitantes), onde também viviam algumas famílias romenas.

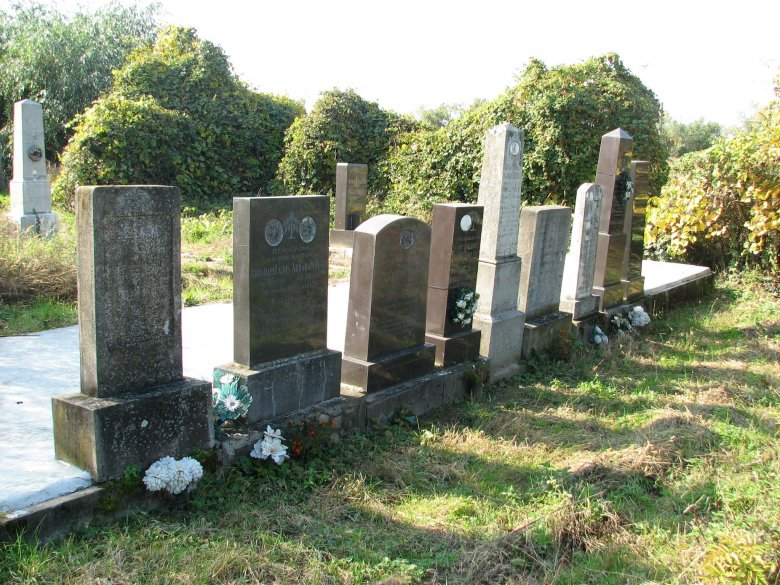
As lápides erguidas no local da vala comum em Ginta.

Localizada no sul da Transilvânia após a segunda arbitragem de Viena, Ginta foi logo ocupada pelas forças húngaras quando, em 23 de setembro de 1944, um soldado romeno foi morto por uma bala disparada de uma janela da vila. De acordo com outra fonte, houve violentos combates de rua na aldeia em 24 de setembro.
Sob o pretexto de que a vila estava resistindo ao exército romeno (quando na realidade apenas uma pequena unidade deixada pelo exército húngaro para retardar o avanço dos romenos havia resistido), Mociulschi ordenou que a vila fosse queimada em retaliação.
O capitão romeno Teodor Brîndea (também escrito Bridea ou Bride dependendo das fontes), outro oficial e um soldado com uma metralhadora cercaram as pessoas das ruas, seus pátios e suas casas, levaram-nas para a borda da aldeia e executaram eles. Dois dias após o massacre, o exército romeno não deu aos mortos um enterro adequado e, em vez disso, jogou os corpos dos aldeões em uma vala comum.
Assim, Mociulschi foi responsável pela morte de pelo menos 47 civis desarmados na aldeia, dos 2 aos 71 anos, embora diferentes fontes tenham mencionado que o massacre foi perpetrado pela divisão Tudor Vladimirescu. Mociulschi nunca foi acusado do massacre.
Zoltán Boros (agora diretor e compositor), filho do padre reformado local e sobrevivente do massacre, tinha então 5 anos. Seu pai estava em um campo de trabalho naquele dia. Ele lembrou que um médico romeno local, Augustin Pop, escondeu ele e sua irmã de sete anos em um quarto escuro, e sua mãe pediu que não fizessem barulho. Mais tarde, sua mãe lhe disse que o médico a vestiu de empregada para que ela não levantasse suspeitas quando os oficiais romenos chegassem. Um dos oficiais perguntou: "Bem, sabemos que o padre está no acampamento, mas onde está sua esposa?" O médico respondeu que ela já havia partido com os húngaros em retirada.
Durante o massacre de Ginta um aldeão chamado Lájos Togyinka mostrou o que significa "Até que a morte separe" porque Togyinka era romeno e os soldados romenos não queriam executá-lo, no entanto sua esposa era húngara e Togyinka em vez de fugir ele escolheu a morte ao lado de sua esposa. O oficial encarregado da execução, Bridea, também ordenou a execução dos filhos de Togyinka de 13 e 17 anos.
O massacre de Ginta foi até marcado como tabu pelo governo romeno até o início dos anos 2000.

## Honrarias
- Ordem de Miguel, o Valente
  - 3ª classe (17 de outubro de 1941)
  - 2ª classe (19 de fevereiro de 1944)
  - 3ª classe com espadas (23 de março de 1945)
- Cruz de Ferro de 2ª e 1ª classe
- Cruz de cavaleiro da cruz de ferro (18 de dezembro de 1943)